# 자일대우 BS
자일대우 BS(영어: Zyle Daewoo BS)는 자일대우버스의 중형 및 준대형 상용 버스 차종이다. 차명인 BS는 Bus Standard-type의 약자다.

## 특징
- 전형적인 후부 엔진-후륜 구동 (RR) 방식의 도시형 버스 차량이다.
- 1986년에 최초의 모델이 생산되었으며, 1988년, 1998년, 2008년, 2011년 등에 네 차례의 마이너 체인지를 거쳤으나 기본적 사양은 크게 다르지 않다.
- 차량 후부에 엔진이 있기 때문에 최후부석은 높게 되어 있으며, 1995년부터는 엔진 직결식의 냉방 장치가 기본적으로 설치되어 도입되었다.

- 기본적으로 직렬 6기통 엔진을 사용하고 있으며, 엔진은 두산인프라코어가 공급하고 있으며, 2015년 이후 생산된 디젤차량은 미국 커민스사에서 공급하고 있다.
- 기어변속에는 전진 5단과 후진 1단의 통일중공업 혹은 다이모스의 수동변속기와 ZF 혹은 앨리슨제 자동변속기가 사용된다.
- 따라서 일반적인 승용차와 기어 배치가 다소 다른 것이 특징이다. 서스펜션은 일반 투스텝 모델은 리프 서스펜션(판 스프링)을 사용하고 있으며, 논스텝 모델은 에어 서스펜션을 사용한다.

- 2008년부터 제작된 차량(일명 팬더시티)의 경우 터보차저에 의하여 심한 소음을 내고 있는데 엔진 돌아간 소리에 한박자 늦게 맞춰 나오고 있다.
- 천연가스버스보다 오히려 디젤에서 큰 소음이 난다.

## 세부 종류

### 중형 일반

#### BS090 로얄 미디 / BS090 로얄 미디 페이스리프트 (2002년~2012년5월)

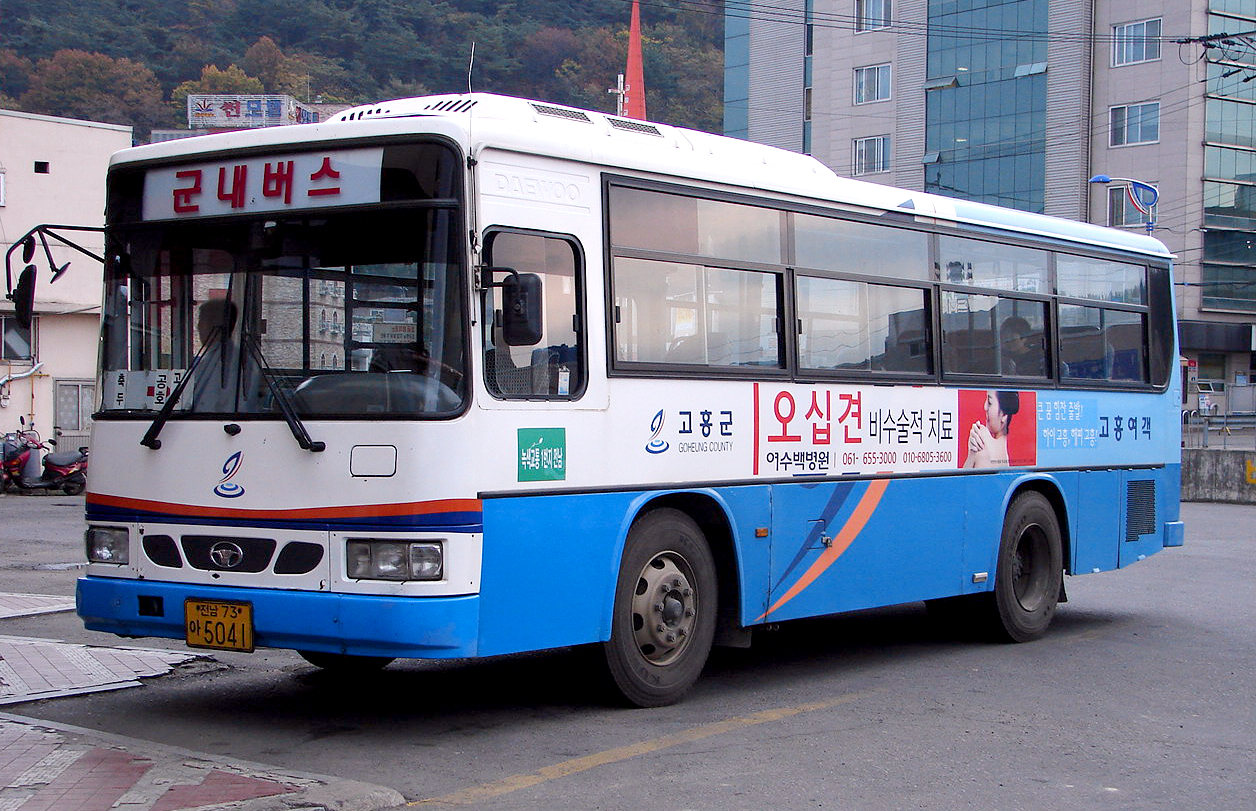
BS090 로얄미디

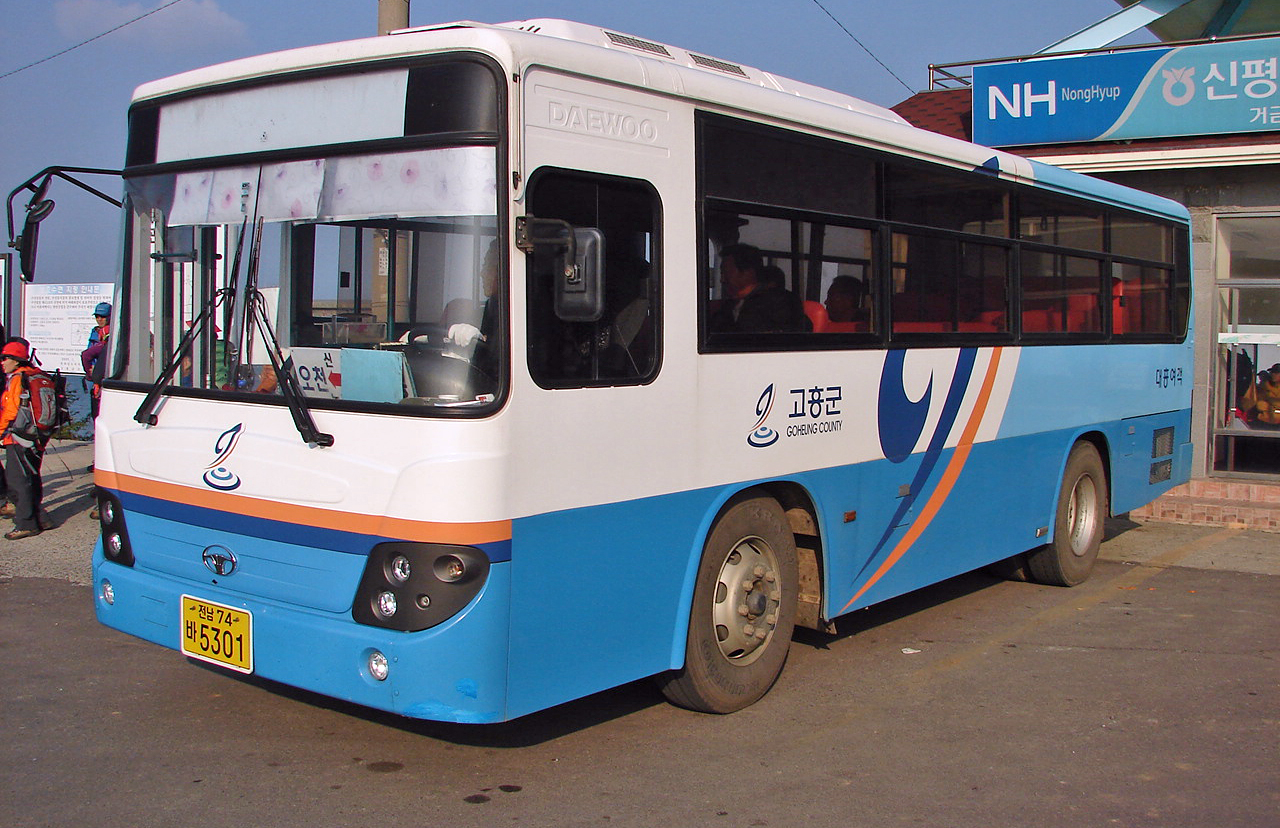
BS090 로얄미디 페이스리프트

전장 9m 급 중형 버스로 대우 BM090 로얄미디의 페이스리프트 모델로 2002년에 시내버스와 마을버스 전용으로 출시된 차종. 출시 당시 압축천연가스 모델만 생산되다가 후에 유로Ⅱ기준에 맞추어 240마력의 DE08Tis 디젤 엔진 추가로 장착 시작. 콜부저 기본 음향은 삐다. 디젤 엔진은 2004년 유로Ⅲ 기준에 맞추어 250마력의 DL08 엔진과 2008년 유로Ⅳ 기준에 맞추어 동일 마력의 DL06 디젤 엔진이 사용됨과 동시에 마이너 체인지를 거쳤다. 2006년 경기도 시내버스 체계개편으로 GBUS 출범과 동시에 2007년식부터 콜부저에 딩동음향 선택사양 추가. CNG는 240마력의 GE08Ti 엔진이 적용되었다. 2010년은 전면부에 크롬 가니쉬가 부착되었다. 그래서 버스 동호인들은 일명을 크롬미디라고 부르는 것이다. 2011년 3월 가격표 개정으로 디젤 엔진은 270마력의 DL06K 엔진과 CNG 엔진은 240마력의 GL08K 엔진이 적용되었다. 2011년 12월 14일 NEW BS090로 업그레이드. 전후륜휠 8홀 8핀이다. 현재 콜부저 음향이 딩동 음향인 차량들은 경기도 차적의 시내버스들 중에서는 2007년식부터 2011년식까지 모두 존재해도 경기도 이외 지역 차적의 시내버스들 중에서는 2008년식부터 2011년식까지 그것도 일부만 존재하다. 경기도 부천시의 부일교통 2009년식 페이스리프트 이전 모델 차량을 2020년 6월까지 운용하다가 대폐차되었다.

#### NEW BS090 (2012년2월~2024년)

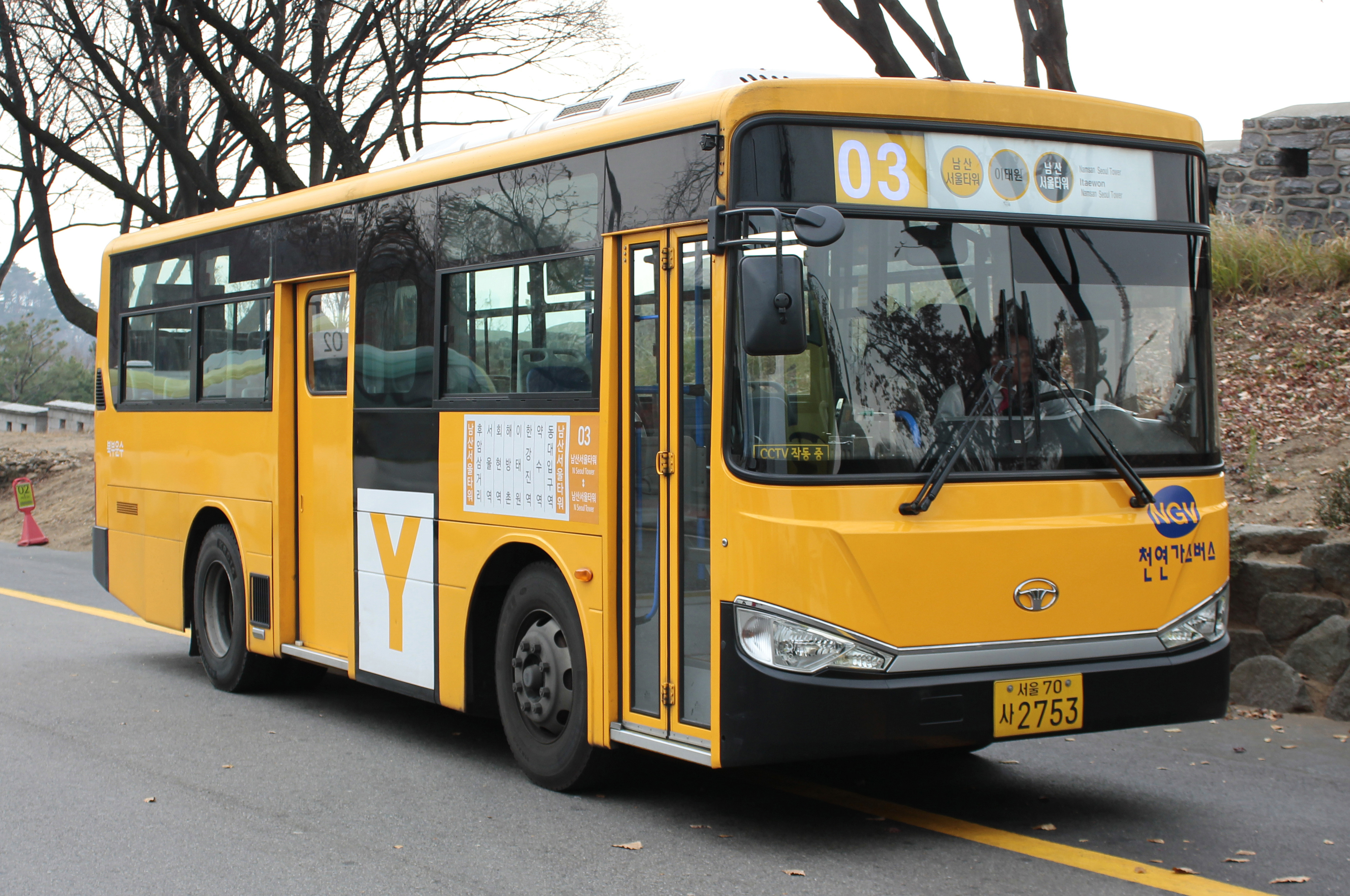
NEW BS090

2011년 12월 14일 기존 BS090 로얄미디 F/L의 업그레이드 모델로 등장했다. 새로운 공법의 도입으로 차체와 몰딩 등 외형 대부분과 내부가 풀 모델 체인지 수준으로 변화되었으며, 브레이크 성능이 개선되었고, 중문에 있던 롤러가 사라졌으며, 1997년부터 사용하던 유선형 대시보드가 FX와 동일한 형태로 변경되었으며, 외부에서 노후의 주 원인이었던 고무 몰딩이 없어졌으며, 생산할 때 차체 공법이 한 번에 얹는 데킹공법으로 변경되었고, 도장형태도 전착도장으로 변경되었으며, 차체 전두부의 헤드라이트 형상이 동사의 BX212 BH120와 유사한 형태로 변경이 되었고, 파워 안테나의 형태도 폴 안테나에서 루프 안테나로 변경되었다. 중문 폐쇄동작시 기존 BS090 로얄미디 F/L모델까지는 부저와 동시에 문이 닫혔으나 NEW BS모델부터는 부저가 울리고 문이 닫히는 방식으로 변경되었다. 그리고 2013년식부터는 중문에 롤러가 다시 장착되었고, 2013년식부터 초반형은 중문음이 변경되었으나 후반형은 다시 원상태로 설정되었으며, 콜부저 딩동 음향이 기본사양이 되었다. 2013년 11월에 선보인 2014년식은 콜부저 테두리 색상이 검은색에서 노란색으로 변경되었으나 많이 알려져 있지 않은 탓에 적용율은 낮다. 디젤 엔진 모델은 전국 최초로 충청남도 공주시 소재의 시내버스 업체인 시민교통이 1호 모델로 2대를, 천연가스 모델은 서울특별시 종로구 담당 마을버스 업체인 석초운수에서 1호 모델로 1대를, 좌석버스 시트를 얹은 모델이 전국 최초로 충청북도 충주시 소재의 시내버스 업체인 삼화버스공사가 1호 모델로 4대를 각각 반입하였다. 엔진은 GL08K, DL06K 그대로이나, 출력은 270마력으로 향상되었다. 디젤 엔진 모델은 측면 주유구 부분 도어가 2개이나, CNG 모델은 방열구와 함께 주유구를 포함한 도어가 3개로 구분된다. 전후륜휠 8홀 8핀이다. KD그룹은 10홀 10핀으로 해당업체의 주문으로 적용된 것. 유로6 규제가 시작되면서 천연가스모델은 2014년부터 두산인프라코어의 GL08P (260ps / 100kg.m) 이 탑재되기 시작했고 디젤모델은 2015년부터 커민스 ISB 6.7 (280ps / 100kg.m) 엔진을 사용하고 있다. 2015년은 스커트 패널에 마커등이 추가된데 이어, 같은해 11월에 선보인 2016년식부터는 대시보드에 오디오는 USB 단자가 추가되었고, 도시형 사양에서 승객석시트 옵션사양 중 좌석버스시트는 승객석에 손잡이가 추가되었다. 2019년 6월부터 출고되는 차량은 차량 패찰에 NEW 패찰이 사라졌으며, 전면 범퍼에 충격완화장치가 설치되면서 제원상 전장도 9,000mm 충족되어서 대형승합차로 분류되었다. 이어서 같은해 12월은 뒷면 DAEWOO 엠블럼에서 ZYLE DAEWOO 엠블럼으로 변경된 2020년식이 선보였다. 2021년 6월부터는 자일대우버스 울산공장이 재가동하여 생산을 재개하였다. 그래서 마을버스 업체인 부산 성진버스가 NEW BS090 생산이 재개된 이후 최초로 출고하였다. 2020년 6월부터는 코로나19 장기화에 따른 수요 감소와 실적 악화등의 문제로 자일대우버스 울산공장이 무기한 휴업에 들어가서 생산라인 가동이 중단되어 생산을 잠시 중단하였다. 지금 현재 베트남에서 생산하여 국토교통부 인증 들어오게 되면 통과하게 될 예정이며, 비상문도 추가되었다. 2024년에 저상버스 의무제로 국내의 모든 고상버스와 함께 단종되었다.

### 대형 일반

#### BS105 / BS105L (1986년2월~1996년5월)

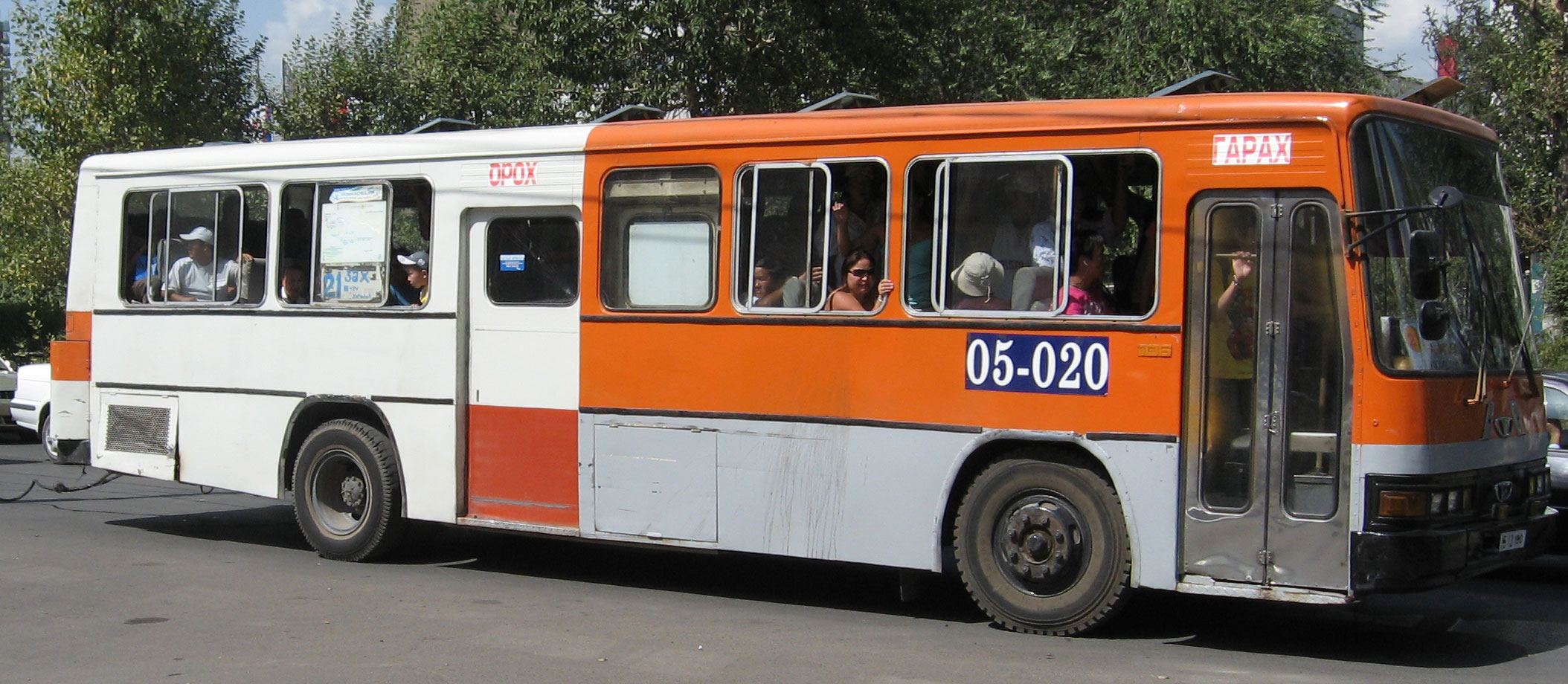
몽골로 수출된 BS105

전장 10.5m 급 대형 버스로 1986년 2월에 출시된 차량이다.
- 1992년에 대시보드의 변경 및 지붕의 마크램프의 삭제 및 사이드 방향등 추가, 1993년에 시트 변경 및 후면 엔진룸에 그릴이 추가, 1995년 후반에 BS106 하이파워랑 같이 전문의 유리창이 둥근 모서리에서 BH113에 먼저 적용되었던 각진 모서리로 변경되었으나, 1996년 5월에 생산을 종료하였다.
- 이후 대·폐차가 계속 이루어지면서, 마지막 영업용으로 남아 있던 대구광역시 세왕교통 소속 BS105와, 충청북도 충주시 충주교통에 있던 BS105도 2004년~2005년(1년)을 마지막 끝으로 마치고 모두 대·폐차되어, BS105는 영업용으로 더 이상 볼 수 없게 되었다. 10,000대를 생산하였다.
- 전후륜휠 6홀 8핀이다. 현재는 다수의 차량이 개발도상국으로 매각되었다.

#### BS106 / BS106L / BS106 하이파워 / BS106L 하이파워 (1991년1월~1998년3월)

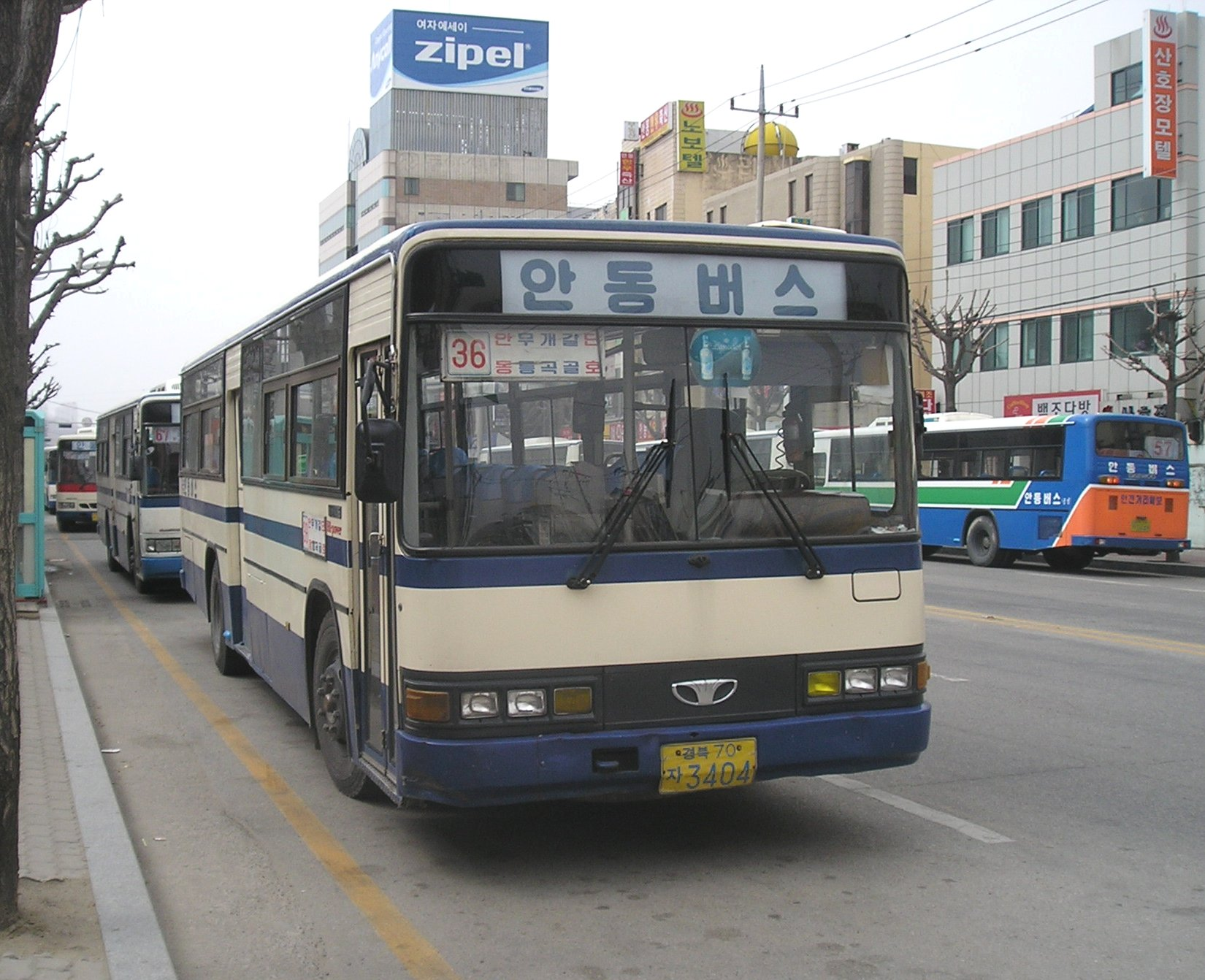
BS106 하이파워

전장 10.6m 급 대형 버스로 1991년 1월부터 1998년 3월까지 생산되었다.
- 출시 당시엔 BS105(L) 차량과 거의 동일한 차체에 D2366 엔진을 사용하였으나, 하이파워(Hi-power)라는 브랜드명이 사용되지 않았다.
- 잠깐동안 마이너스 옵션으로 D1146엔진을 얻었으나 출고한 업체는 많지 않았다.

1998년 초반에 브랜드명이 하이파워(Hi-power)에서 로얄시티로 변경되어 냉방기의 형상이 약간 변화하게 되었으며, 그해 4월에 흔히 알려져 있는 로얄시티 차량의 모습이 마이너 체인지를 대대적으로 거쳤다. 1998년식은 로얄시티 글자가 필기체고, 1999년식부터 명조체로 바뀌었다. 1·2군 시내버스 업계에서 많이 쓰였으나, 2000년을 시작으로 많은 차량이 대폐차되어 그나마 오래 하이파워를 운용하였던 경기도 고양시 명성, 광주시 경기고속마저 대폐차되어 경기도에서는 광주시의 경기고속을 마지막으로 모든 하이파워 차량이 운행하지 않게 되었고, 충청북도에 남아 있던 충주시의 충주교통, 청주시 동일운수, 제천시 제천교통, 청주시 우진교통을 마지막으로 하이파워 차량도 마치고 더 이상 운행하지 않게 되었다. 그나마 대구광역시에 남아있던 마지막 쇠창틀 차량인 창성여객(2010년 현대교통 합병) 1997년 초반식 최후기형과, 마지막 세미 로얄 차량이라고 불리는 대구광역시 우창여객 1998년 초반식 최후기형 하이파워 차량이 2009년 3월을 마지막으로 끝으로 마치고 대폐차되어 영업용 하이파워 차량은 더 이상 볼 수 없게 되었으나 시내버스가 금호상사에 보존되어있다. 모든 영업용 차량은 개발도상국으로 팔려나가 운행 중이다. 10,630대를 생산하였다. 전 후륜휠은 6홀 8핀이다. 특히, 콜부저 음향이 멜로디 타입인 즐거운 나의 집 첫 소절에서 삐 음향이 이어서 나오는 차량이 일부 존재하였다.

#### BS106 로얄 시티 / BS106L 로얄 시티 / BS106 로얄 시티 페이스리프트 / BS106L 로얄 시티 페이스리프트 (1998년4월~2012년5월)

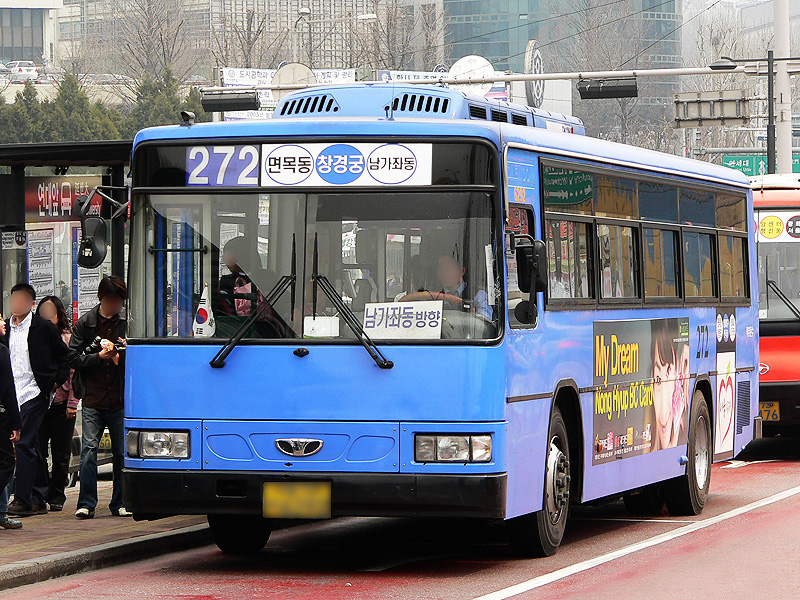
BS106L 로얄시티 시내저상형

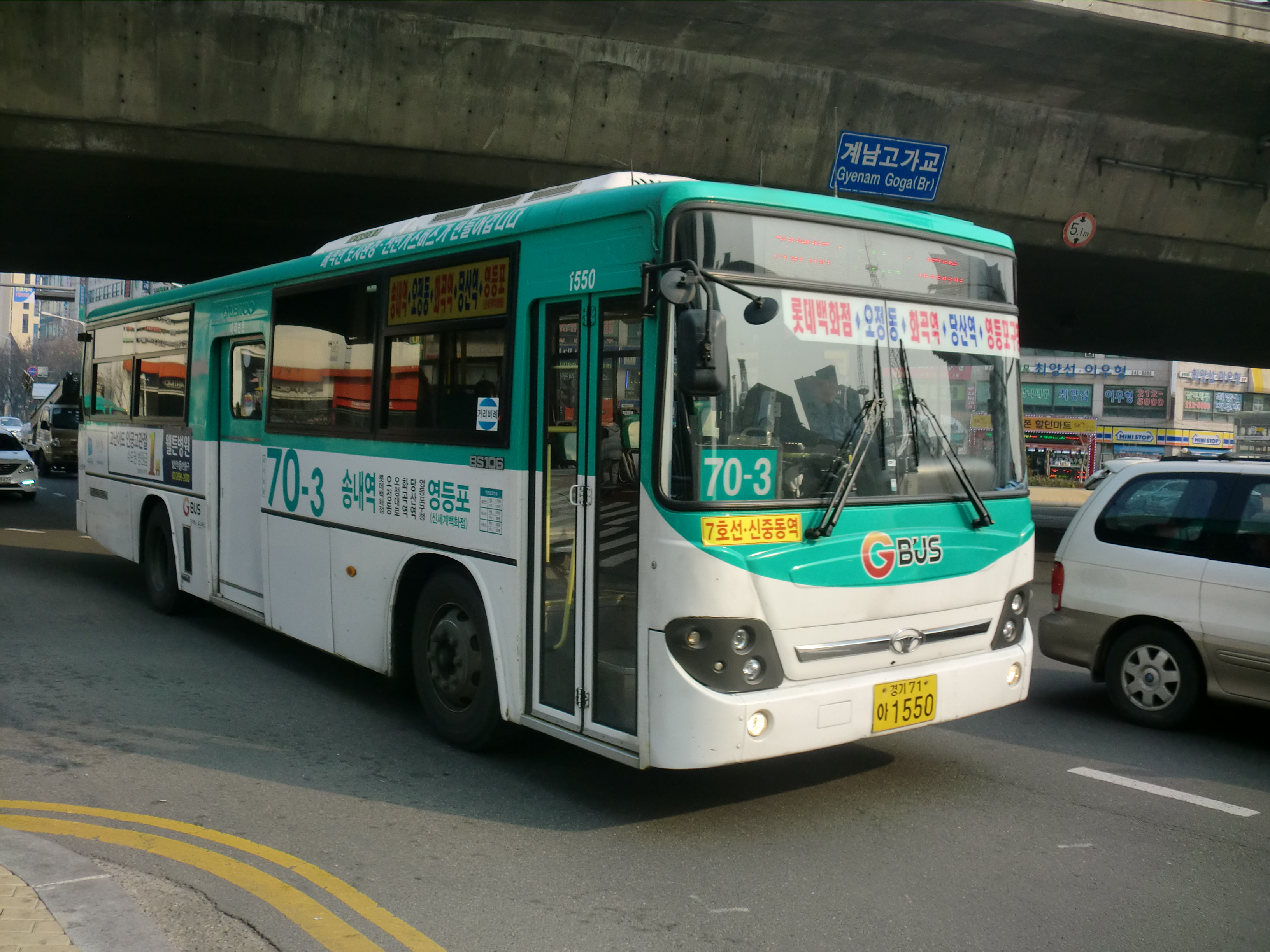
BS106 로얄시티 페이스리프트

전장 10.6m 급 준대형 버스이며 디젤 엔진 모델과 천연가스 모델이 있다.
BS106L 모델은 도시 저상형으로 106보다 바닥 높이가 낮다. BS106L은 CNG버스 도입 이전에 서울특별시 운송업체 위주로 많이 반입하였으나, 서울특별시의 CNG버스 의무화 정책으로 CNG 모델이 없고 디젤 엔진 모델만 있던 106L은 서울특별시 운송 업체에서는 반입하지 않았고, 주로 경기도 면허의 시내버스 업체에서 많이 반입해 왔다. 대신 106L을 대체할 CNG 모델이 New BC211 뉴로얄하이시티다. 로얄시티는 1998년 3월부터 BS106 하이파워가 마이너 체인지를 거쳐 헤드램프는 6등식 타입에서 2등식 타입으로 리어램프는 4등식 타입에서 6등식 타입으로 각각 변경되어 생산을 시작하였다. 동시에 콜부저 기본 음향은 멜로디 타입인 즐거운 나의 집 첫 소절에서 삐 음향으로 변경되었다. 처음에는 DE12, DE12Ti 디젤 엔진이 사용되었고, 1999년에 'Royal City' 폰트가 필기체에서 명조체로 변경되었으며, 자연 흡기구 모양의 장식이 생겼다. 2000년 후반에 휠 하우스의 고무 몰딩이 삭제되었으며, 2000년부터는 유로Ⅱ 기준에 맞추어 290마력의 DE12Tis, 240마력의 DE08Tis 디젤 엔진으로 변경됨과 동시에 인터쿨러가 기본사양이 되는데, 자연흡기 엔진 사양이 폐지되었다. 그러나 DE08Tis 디젤 엔진은 관련 부속품이 단종되어서 얼마 가지 않아 2003년에 대폐차한 차량들이 많았다. 2004년 7월부터는 2005년형이 선보여 유로Ⅲ 기준에 맞추어 300마력의 DL08 커민스 디젤 엔진으로 변경되었고, 후측면에 쪽창 모양의 장식이 추가되며 자연 흡기구 모양의 장식이 삭제되었으며, 후면에 커민스 300마력이라는 글씨가 추가되었다. 그러나 CNG를 사용한 GE12Ti 엔진에는 유로 3 기준에 이미 만족하여 글씨를 더 이상 추가하지 않게 되었다. 2003년식부터 내부 표찰이 대우자동차에서 대우버스로 변경되었으며, 2002년 후반기와 2003년 2월식까지는 내부표찰이 전문 상단에 붙었으나, 2003년 3월식부터 전문 계단에 부착되었다. 그리고 2003년식부터 좌석 뒷부분에 마모방지용 보호막이 추가되었다. 2003년 11월부터는 본격적인 창문과 오디오, 경적에 대우버스 마크를 사용하기 시작하였으며, 2004년식부터는 바닥에 있는 녹색문양의 크기가 확대되었다. 2004년형부터의 구분법은 후면에 글씨가 있으면 디젤, 아니면 CNG 차량이라고 보면 된다.CNG를 사용한 290마력의 GE12Ti 엔진은 2000년 6월에 본격적으로 도입되었다. 2006년 경기도 시내버스 체계개편으로 GBUS 출범과 동시에 2007년식부터는 콜부저에 딩동 음향이 선택사양으로 추가되었다.2008년 3월에 유로Ⅳ 환경 규제 만족과 개선을 통하여 BS106 로얄시티를 페이스리프트하여 시티팬더라고 부른다. 이후 2010년 8월 말에 선보인 2011년식은 앞, 뒤 가니시와 내장재를 변경한 로얄시티를 생산하게 되었는데 이 차량의 변경점은 후부에 있는 엔진장치 좌, 우를 2분할에서 1개로 통일하였다. 디젤 차량과 CNG 차량의 구분법은 디젤 차량은 엔진 방열구가 상위 2개만 있지만, CNG 차량은 엔진 방열구가 상, 하위 4개로 되어있다. 그리고 디젤 차량의 SCR 장치가 CNG 차량을 삭제하게 되고, 방열장치를 1개 더 추가하였으며 CNG 차량은 후부의 엔진장치 우측에 방열구멍을 뚫어놓았다.그 후 마이너 체인지된 BS106 로얄시티 F/L이 2011년 업그레이드,전,후면 크롬 가니시가 장착되면서 크롬시티 팬더 차량이라고 부른다. 2011년 3월 가격표 개정으로 디젤 차량은 DL08K, CNG 차량은 GL11K로 엔진이 변경되었다. 2011년 12월 14일 수요일 NEW BS106로 업그레이드되면서 서울특별시 시내버스의 CNG 버스 출고 의무화 이후 판매가 급감되어 한동안 경기도 면허 일부 업체에서만 주로 반입되었던 BS106L 로얄시티(시내 저상형) 모델을 단종하였다. 전후륜휠 8홀 8핀이며 10홀 10핀은 옵션이다. 금호상사가 퇴역한 시내버스를 소장하고 있다. 현재 콜부저 음향이 딩동인 차량은 경기도 차적의 시내버스들 중에서는 2007년식부터 2011년식까지 대부분 존재해도 경기도 이외 지역 차적의 영업용 시내버스들 중에서는 거의 다 대차되었으며 2008년식부터 2011년식까지 그것도 일부만 존재한다. 서울특별시 보영운수 5714번 2008년 초반식 페이스리프트 이전 모델 차량을 2019년 8월까지 운행하다가 전멸되었다.

#### NEW BS106 (2012년2월~2024년)

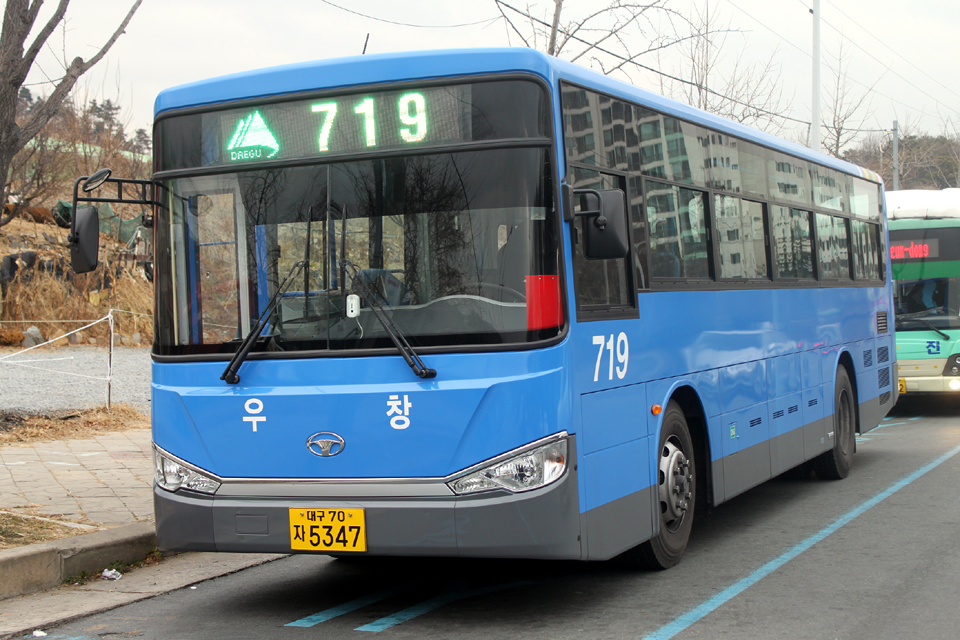
NEW BS106

2011년 12월 14일 수요일, 기존 BS106 로얄시티 F/L의 업그레이드 모델로 등장했다. 새로운 공법의 도입으로 차체와 몰딩 등 외형 대부분과 내부가 풀 모델체인지 수준으로 변화되었으며, 브레이크 성능이 개선되었고, 중문에 있던 롤러가 사라졌으며, 2007년부터 사용하던 유선형 대시보드가 FX와 동일한 형태로 변경되었으며, 외부에서 노후의 주 원인이었던 고무 몰딩이 없어졌고, 생산할 때 차체 공법이 한 번에 얹는 데킹공법으로 변경되었고, 도장형태도 전착도장으로 변경되었고, 차체 전두부의 헤드라이트 형상이 동사의 BX212와 유사한 형태로 변경이 되었고, 파워 안테나의 형태도 폴 안테나에서 루프 안테나로 변경되었다. 그리고 콜부저 딩동 음향은 기본사양이 되었다. 중문 폐쇄동작시 기존 BS106 로얄시티 F/L모델까지는 부저와 동시에 문이 닫혔으나 NEW BS모델부터는 부저가 울리고 문이 닫히는 방식으로 변경되었다. 2013년식부터는 중문 롤러를 다시 장착하고 중문음이 변경되어 도입을 하기 시작하였으며 입석형 버스 모델에 강제환풍기 옵션이 등장하였다. 엔진성능은 DL08K 300마력 그대로이나, 정숙성이 향상되었으며, 2013년 11월 말에 선보인 2014년식은 콜부저 테두리 색상이 검은색에서 노란색으로 변경되었으나 많이 알려져 있지 않은 탓에 적용율은 낮다. 디젤 모델은 전국 최초로 경상북도 안동시에 위치한 안동버스에서 1호 모델로 2대를, CNG 모델은 대구광역시에 위치한 영진교통에서 시내형과 좌석형의 1호 모델을 각각 동시에 반입하였다. 전/후륜 휠은 기본 8홀 8핀이며 10홀 10핀은 옵션이다. 유로6 규제가 시작되면서 천연가스모델은 2014년부터 두산인프라코어의 GL11P (310ps / 120kg.m) 이 탑재되기 시작했고 디젤모델은 2015년부터 커민스 ISL 8.9 (300ps / 120kg.m) 엔진을 사용하고 있다. 2015년부터 스커트 패널에 마커등이 추가되었고, 엘리슨 자동변속기는 천연가스 모델에만 적용된데 이어 같은해 11월에 선보인 2016년식부터는 대시보드에 오디오는 USB 단자가 추가되었고, 도시형 사양에서 승객석시트 옵션사양 중 좌석버스 시트는 승객석에 손잡이가 추가되었다. 수동변속기는 5단에서 6단으로 변경되었다. 2017년식부터는 ZF제 리타더가 의무화되었다. 2019년 6월부터는 차량 패찰에 NEW 패찰이 사라졌으며 현대자동차의 버스처럼 측면 출입문 센서가 추가되었다. 이어서 같은해 12월은 뒷면 DAEWOO 엠블럼에서 ZYLE DAEWOO 엠블럼으로 변경된 2020년식이 선보였다. 2020년 6월부터는 코로나19 장기화에 따른 수요 감소와 실적 악화등의 문제로 인하여 울산공장이 무기한 휴업에 들어가서 생산라인 가동이 중단되어 생산을 잠시 중단하였다. 지금 현재 베트남에서 생산하여 국토교통부 인증 들어오게 되면 통과하게 될 예정이며, 비상문도 추가되었다.

### 대형 저상

#### BS110CN 로얄 논스텝 / BS120CN 로얄 논스텝 / BS110CN 로얄 논스텝 페이스리프트 / BS120CN 로얄 논스텝 페이스리프트 (2002년~2012년2월)

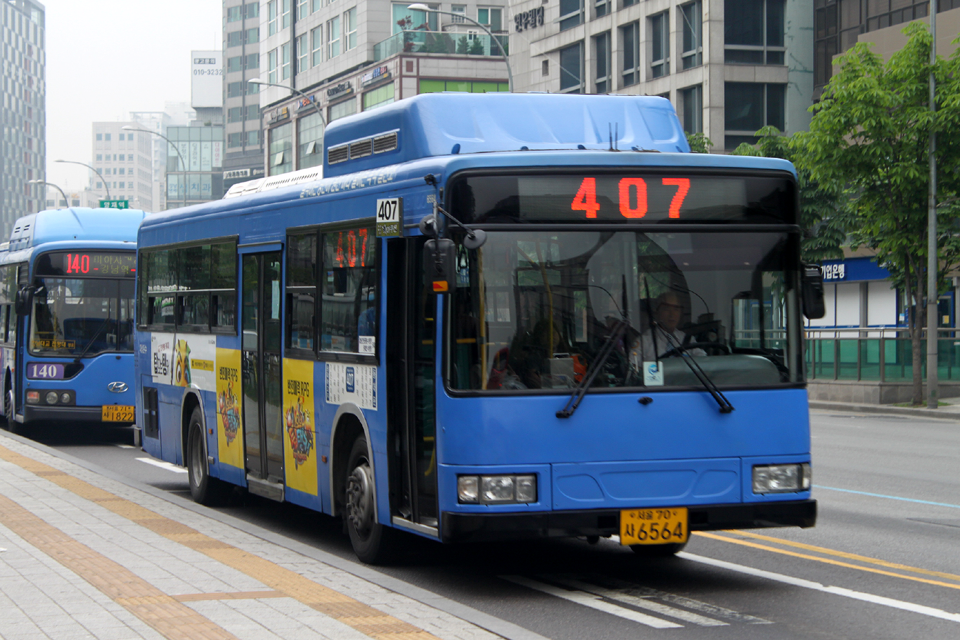
BS110CN 로얄논스텝

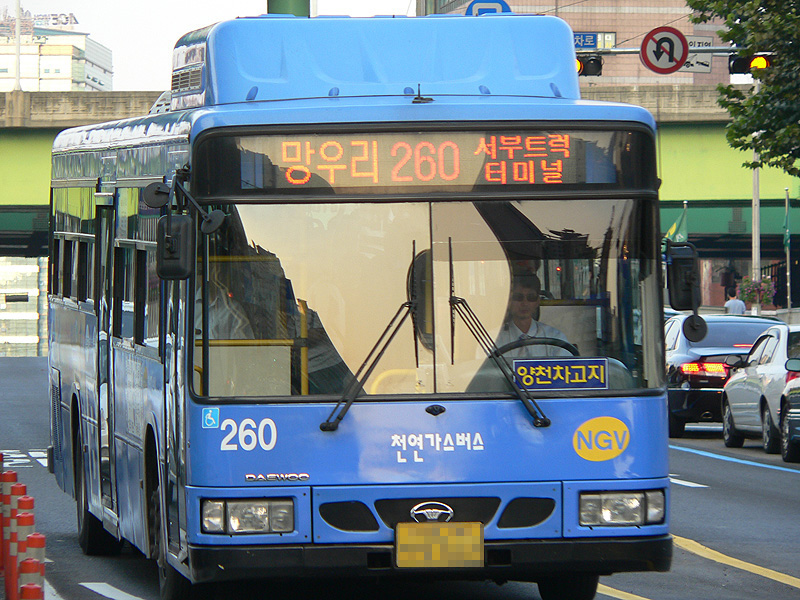
BS120CN 로얄논스텝

2002년부터 생산된 전장 12m (120CN), 11m (110CN)급의 저상버스이다. 무계단 저상 구조로 되어 있으며 후문에는 장애인용 리프트 장치가 되어 있다. BS 모델 중에서는 유일하게 에어 서스펜션을 사용하며 닐링을 사용할 수 있다. 기어 핸들 설치가 곤란하기 때문에 기본적으로 ZF제 혹은 GM-앨리슨제 버튼식 자동변속기가 적용된다. BS106과 동일한 300마력 DL08K 커먼레일 디젤 엔진과 290마력 GL11K CNG 엔진을 사용한다. BS110CN / BS120CN 로얄 논스텝은 현대 저상 슈퍼 에어로시티보다 길이가 조금 길다. BS110CN 역시 CNG 모델은 2007년 7월, 디젤 모델은 2007년 11월 BC211M 로얄하이시티와 유사한 신설계 차체를 적용해 풀모델체인지에 준하는 수준의 마이너 체인지를 하여 2008년식이 선보이면서 이를 일명 논스텝팬더라고 부른다. 그러나 2009년 6월 15일 월요일에 결함을 이유로 리콜 명령이 내려지기도 했다.  BS120CN 로얄논스텝 F/L은 국내에서 경찰버스로만 뽑은적이 있었으나, 시내버스로는 한군데도 출고한적이 없었다. 2010년에 앞 크롬 가니쉬 부착과 라이트 아이라인 색상을 검은색에서 무도색으로 변경하고, 전문을 글라이딩 도어에서 타는문만 폴딩 도어로, 시트 구조를 28인승에서 25인승으로, 변속기를 자동 5단에서 6단으로 변경한 2011년형이 출시되었다. 그리고 통유리와 수평와이퍼 옵션이 사라지거나 판매가 급감한 BS120CN 로얄논스텝 F/L 모델이 단종되었다. 그래서 BS110CN 로얄논스텝만 정식 모델이 되었으며, 공식 명칭은 BS110CN 저상버스 표준모델이다. 디젤 모델은 별도의 주문생산으로, CNG 모델은 정식 시판했다. BS110CN 로얄논스텝 디젤 모델의 외곽 운행 시 연비는 평균 2.8km/l이다. 2011년 12월 14일 수요일, NEW BS110으로 업그레이드 되었다. 전후륜휠 10홀 10핀이다. 유로6 규제가 시작되면서 천연가스 모델은 2014년부터 두산인프라코어의 GL11P (310ps / 120kg.m) 이 탑재되기 시작했고 EURO6이라는 마크가 부착되었다. 디젤 모델은 2015년 후반기부터 커민스 ISL 8.9 (300ps / 120kg.m) 엔진을 사용하고 있다. 유로6 마크도 커민스 마크로 변했다. 2018년 6월까지 2007년 1월식 사각저상(페이스리프트 이전) 차량인 메트로버스가 마지막으로 전멸되었다.

#### NEW BS110 (2012년2월~2024년)

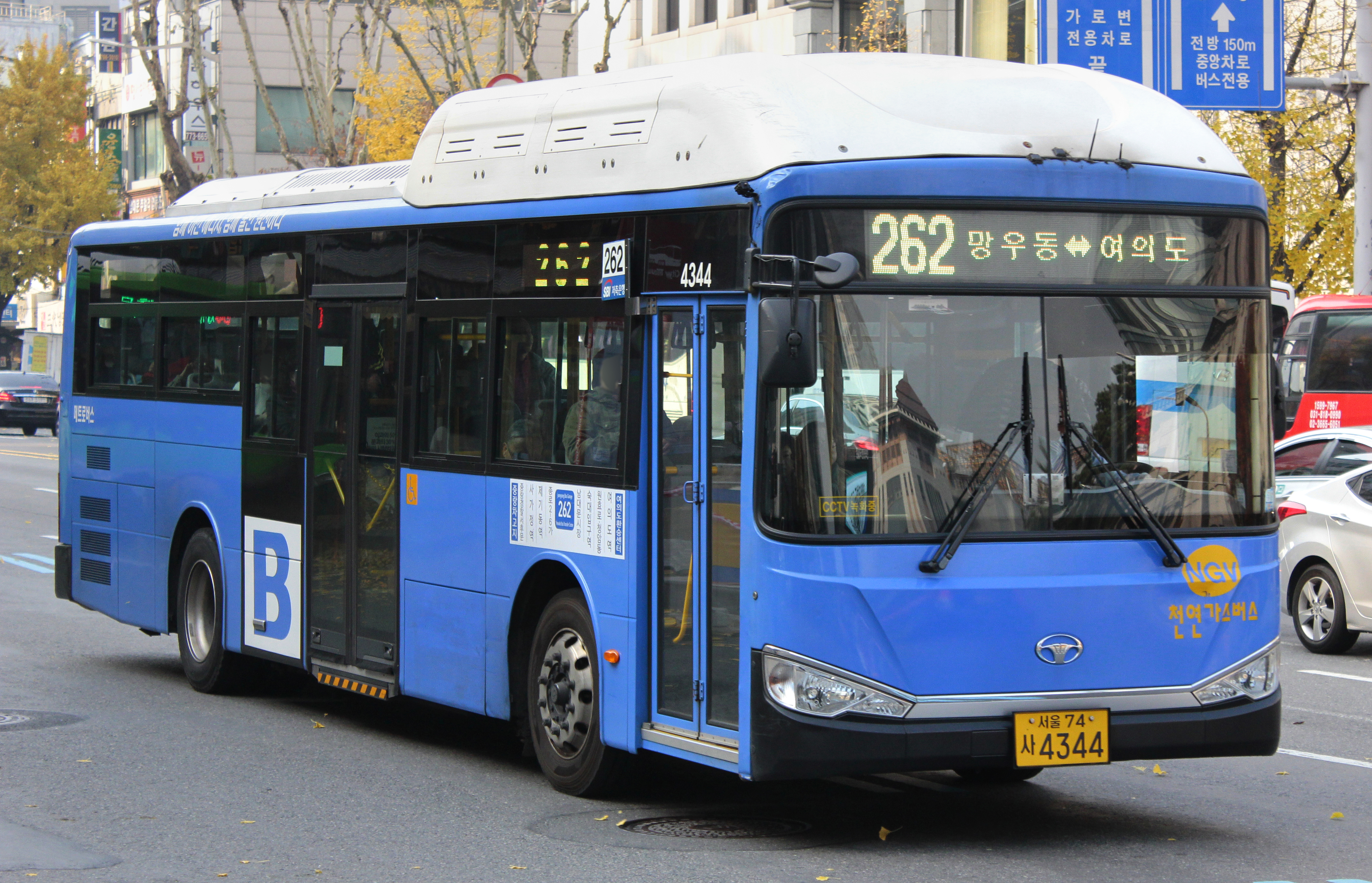
NEW BS110

2011년 12월 14일 BS110CN 로얄논스텝 F/L의 업그레이드 모델로 출시되었고, 앨리슨에서 제작된 자동변속기의 위치가 대시보드에서 운전자석 왼쪽 캐비닛으로 이동되었고, 파워 안테나의 형태도 폴 안테나에서 루프 안테나로 변경되었고, 대시보드, 앞, 뒷모습 등을 제외하곤 기존 BS110CN 로얄논스텝과 별반 차이를 보이지 않는다. 공식명칭은 NEW BS110 저상버스 표준모델이다. 엔진은 NEW BS106과 동일했고, CNG 모델은 대한민국 최초로 대구광역시 소재의 시내버스 회사인 세운버스가 1호 모델을, 디젤 엔진 모델은 경상남도 거제시에 위치한 세일교통에서 1호 모델을 각각 들여왔다. 전후륜휠 10홀 10핀이다. 유로6 규제가 시작되면서 천연가스 모델은 2014년부터 두산인프라코어의 GL11P (310ps / 120kg.m) 이 탑재되기 시작했고, 디젤모델은 2015년부터 커민스 ISL 8.9 (300ps / 120kg.m) 엔진을 사용하고 있다. 2015년은 스커트 판넬에 마커등이 추가된데 이어 같은해 11월에 선보인 2016년식부터는 대시보드에 오디오는 USB 단자가 추가되었다. 2018년부터는 NEW BC211처럼 디자인이 변경된 탄소섬유 가스통이 옵션으로 추가되었다. 2019년 6월부터 차량 패찰에 NEW 패찰이 사라졌고, 기본사양으로 전환했다. 이어서 같은해 12월에는 뒷면 DAEWOO 엠블럼에서 ZYLE DAEWOO 엠블럼으로 변경된 2020년식이 선보였다. 2020년 6월부터 코로나19 장기화에 따른 수요 감소와 실적 악화등의 문제로 인하여 울산공장이 무기한 휴업에 들어가서 생산라인 가동이 중단되어 생산을 중단하였다. 현재 베트남에서 생산하여 국토교통부 인증 들어오게 되면 통과하게 되었다.

### BS110 EV(2016년~2021년)
전기버스 모델은 무선충전식으로 경상북도 구미시에서 시범운행을 실시했고, 플러그인식은 2019년에 출시하여 경기도 성남시에서 첫 운행에 들어갔다. 그러나 배터리 인증 문제로 2021년에 판매가 중지되었고 단종되었다.

## 사용하는 국가
- 대한민국, 러시아, 몽골, 미얀마, 캄보디아, 쿠바 등지에서 대한민국의 중고 버스를 수입해서 운행하는 국가가 이에 해당한다.
- 베트남: 현지 공장에서 조립 생산한 차량을 쓰기도 하고 대한민국의 중고 버스를 수입해서 쓰기도 한다. 현지 공장에서 생산되는 차량은 대한민국과는 달리 중문이 폴딩 방식으로 개폐되는 문으로 제작된다.[22]

## 사용 중인 회사
- 서울특별시 - 공항버스, 고척운수, 합성마을버스, 개웅운수, 경성운수, 광장운수, 군포교통, 금강운수, 금양운수, 금호교통, 대림운수, 대상운수, 대영마을버스, 대원교통, 대원여객, 서울 도원교통, 목동운수, 미금운수, 범일운수, 보광교통, 보성운수, 서울 보영운수, 사당3동마을버스, 삼양교통, 신운운수, 상진운수, 서북운수, 서울버스, 서초교통,  세광운수, 세풍운수, 송파상운, 수락운수, 수빈운수, 수현운수, 승마교통, 신림운수, 신수동마을버스, 아리랑교통, 안암교통, 약수교통, 양정운수, 양천운수, 영운교통, 오봉운수, 오렌지버스, 우리교통, 우신버스, 유성운수, 인헌운수, 종로운수, 중부운수, 진양교통, 청진운수, 청화운수, 한강운수, 형일교통, 여진운수, 김포공항 아시아나항공 램프버스
- 인천광역시 - 삼환운수, 인천교통공사, 성원운수, 신동아교통, 영종운수, 해성운수, 명진교통, 대인교통, 인천공항운영서비스, 인천공항 대한항공 램프버스
- 부산광역시 - 남부여객, 부산여객, 성원여객, 시민여객, 신한여객, 태영버스, 용화여객, 김해공항 대한항공 램프버스, 남성초등학교 스쿨버스
- 대구광역시 -  세운버스, 영진교통, 우주교통
- 대전광역시 - 계룡버스, 국민버스, 대전교통, 한일버스
- 광주광역시 - 대원시내버스, 대창운수, 동화운수, 라정시내버스, 삼아교통, 삼원운수, 광산버스, 석봉운수, 을로운수
- 세종특별자치시 - 세종교통, 세종도시교통공사
- 경기도 - 가곡여객, 강남여객, 고촌교통, 과천운수, 광성운수, 경기고속, 경기버스, 경기상운, 경기여객, 경기운수, 경남여객, 경원여객, 구일교통, 군포운수, 군포여객, 금암마을여객, 금파산업, 기린운수, 녹색교통, 대양운수, 대원고속, 대원버스, 대원운수, 대일교통, 대진교통, 대호운수, 덕소교통, 덕장운수, 경기 도원교통, 동백운수, 동안운수, 마북운수, 만안운수, 매봉여객, 명승교통, 명진여객, 미금마을버스, 미래교통, 경기 보영운수, 보은교통, 부광운수, 부일교통, 삼영운수, 상현운수, 신암교통, 성남여객버스, 성광운수, 성남시내버스, 송탄여객, 수성교통, 수원여객, 승진여객, 신안운수, 신일여객, 여산교통, 용현교통, 오산마을버스, 우남여객, 율포여객, 우리교통, 자안운수, 주원교통, 진명여객, 청우운수, 태화상운, 편안운수, 평안운수, 하남마을버스, 학운교통, 학의운수, 한강교통, 한비운수, 한진교통, 화영운수, 화성여객, 호계운수, 협진여객, 뉴시티, 태화상운, 에버랜드 사파리 버스
- 충청남도 - 당진여객, 덕성여객, 보성여객, 부여여객, 삼안여객, 새천안교통, 서령버스, 서천여객, 공주교통, 아산여객, 온양교통, 청양교통, 태안여객, 한일교통, 홍주여객, 예산교통
- 충청북도 - 단양버스, 삼화버스공사, 신흥운수, 아성교통관광, 옥천버스, 충북 한성운수
- 경상북도 - 경산버스, 김천버스, 영주여객, 영천교통, 안동버스, 경안여객, 동춘여객, 문경여객, 청송버스, 상주여객, 경일교통, 의성여객, 대가야여객
- 경상남도 - 가야IBS, 김해BUS, 대운교통, 동부교통, 동양교통, 밀양교통, 세일교통, 창원버스, 진주시민버스, 서흥여객, 고성버스, 마창여객, 신어BTS, 수려한합천버스
- 전라남도 - 나주교통, 장성교통, 함평교통, 담양운수, 동광고속, 곡성교통, 신지여객, 영광교통, 해남교통, 청산여객, 강진교통, 구례여객, 보성교통, 고흥여객, 무안교통, 군민운수, 영암교통, 대흥여객, 광양교통, 진도여객, 장흥교통, 담양고속, 옥주여객, 완도교통
- 제주특별자치도 - 삼영교통, 공영버스, 금남여객, 제주여객, 동진여객, 삼화여객, 제주공항 대한항공 램프버스, 제주공항 아시아나항공 램프버스, 제주공항 ATS 램프버스
- 강원특별자치도 - 강원여객, 동해상사고속, 동진버스, 평창운수, 영월교통, 제일여객, 영암고속, 화성고속, 산천어운수, 춘천시민버스, 동신운수
- 전북특별자치도 - 익산여객, 신흥여객, 광일여객, 남원여객, 무진장여객, 임순여객, 부안사랑버스, 부안스마일교통, 대한고속, 안전여객

### BS110 EV
전기버스 버전(BS110 EV)은 성남 성남시내버스에서만 도입했다.
10대 중 3대는 폐차되면서 현재는 7대 운행중이다.
- 서울특별시 - 오토머스A2Z[23]
- 경기도 - 성남시내버스

210번 : 6대
370번 : 1대

## 갤러리

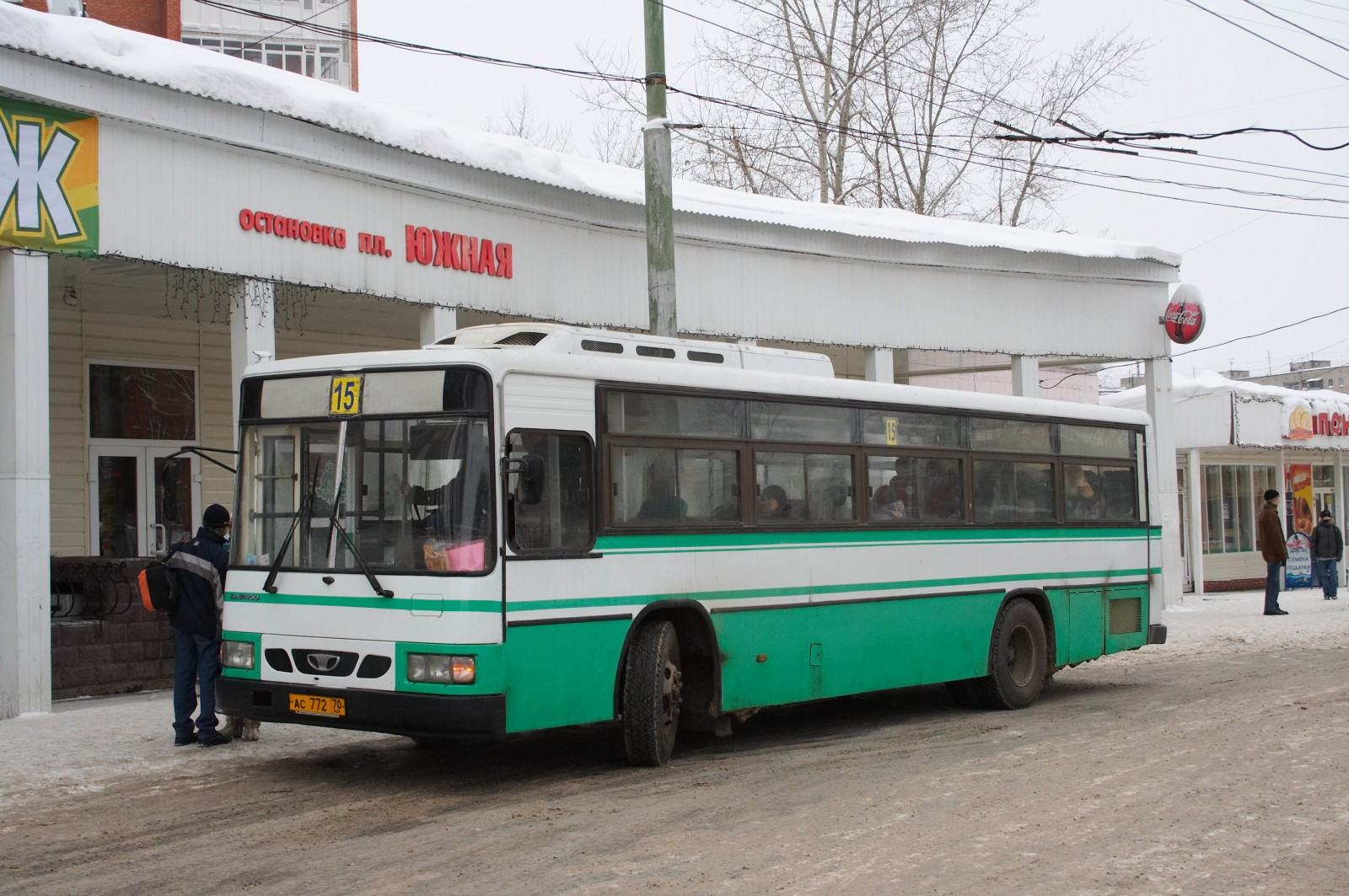
러시아로 중고 수출된 BS106 하이파워(전면부 로얄 시티 형태로 개조)
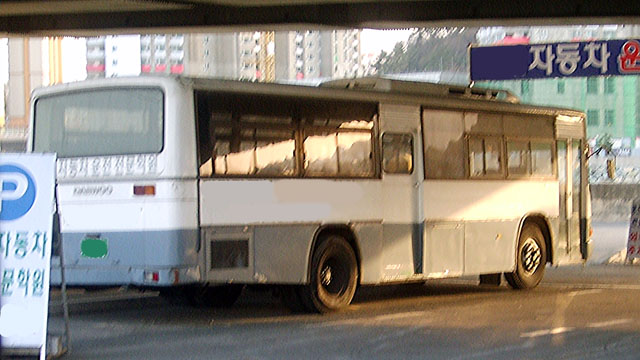
1995년산 대우 BS106 하이파워 시내일반형 디젤의 뒷모습
대우 BS090 로얄미디 디젤의 실내
경기 성남 대명운수 소속 57번 대우 BS110CN 로얄논스텝 F/L 천연가스버스 뒷모습
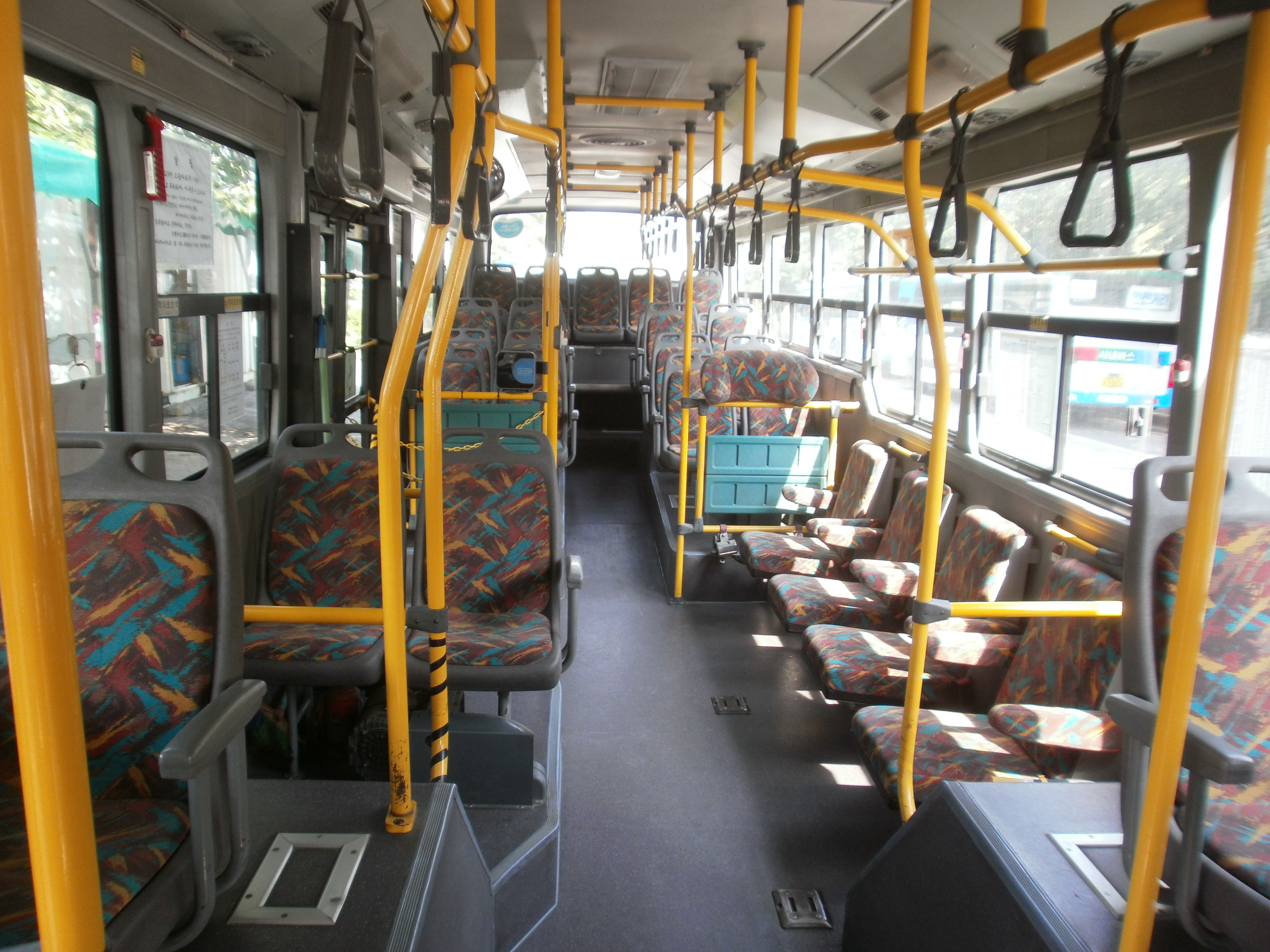
대우 BS110CN 로얄논스텝 디젤 내부 (2007년 이전 제작 차량)
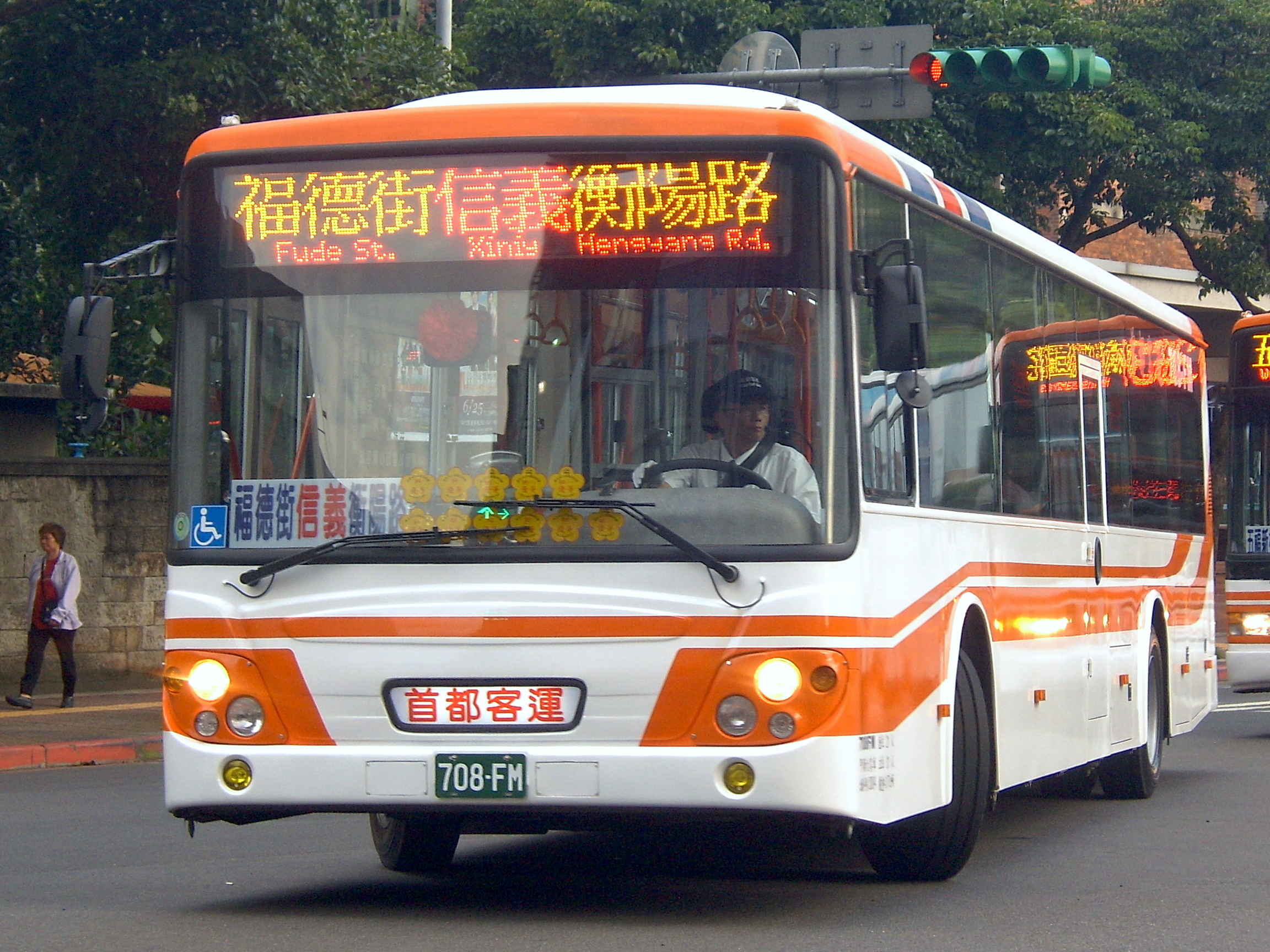
대우 BS120CN 로얄논스텝 F/L 디젤(대만 사양의 차량)
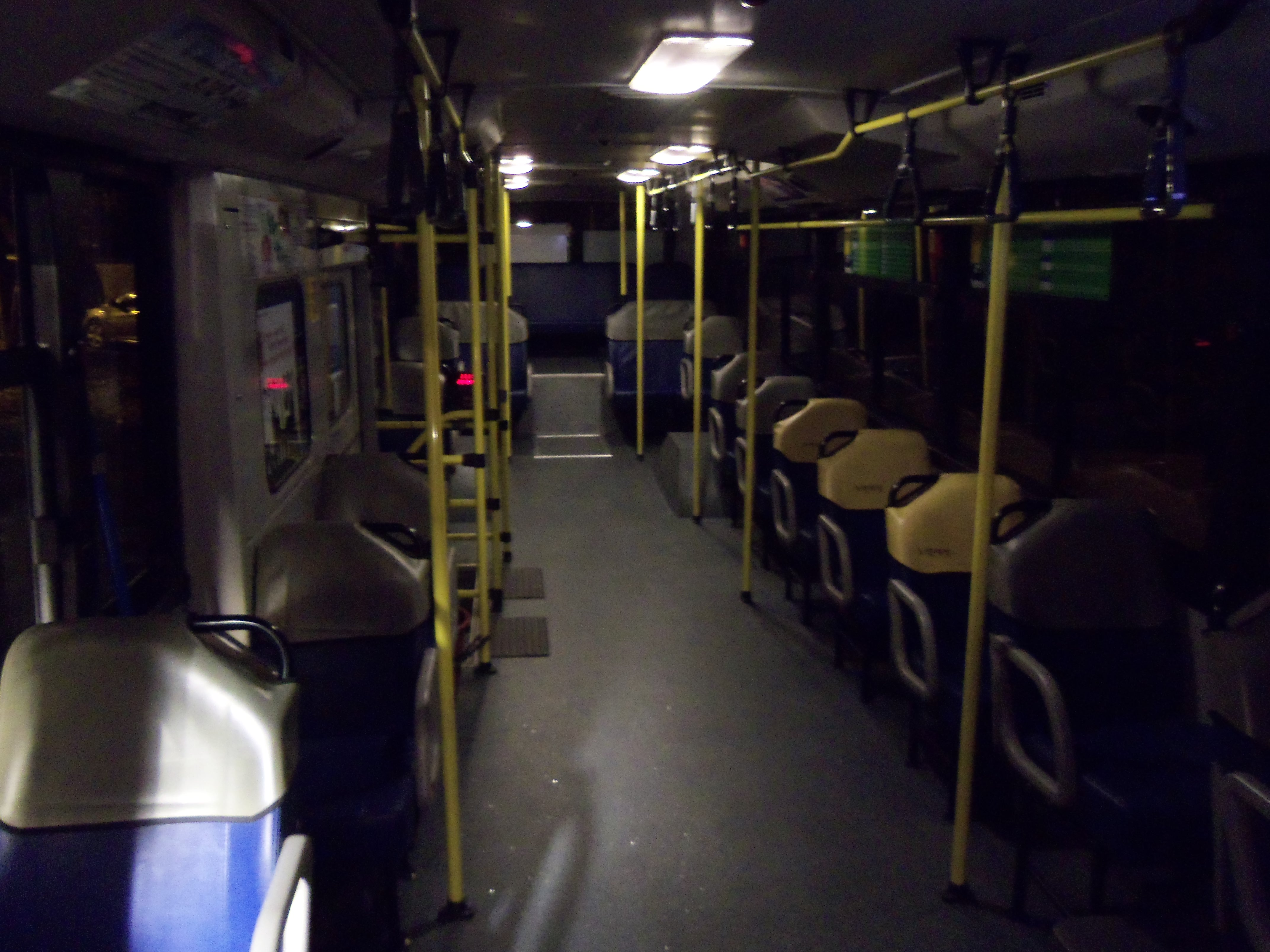
대우 BS106 로얄시티 F/L 시내일반형 천연가스버스 내부 (2011년 제작 차량)
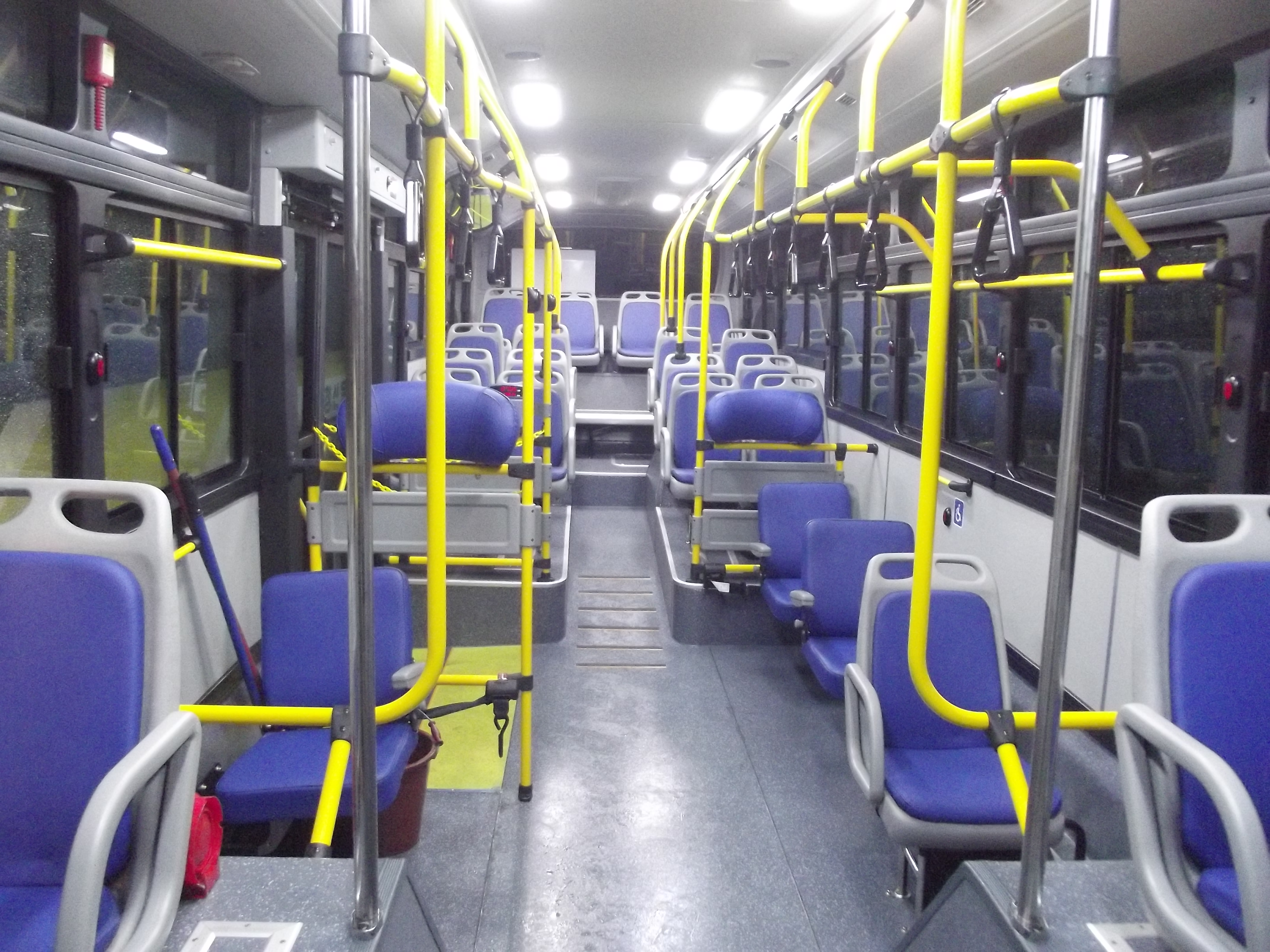
자일대우 NEW BS110 천연가스버스 내부
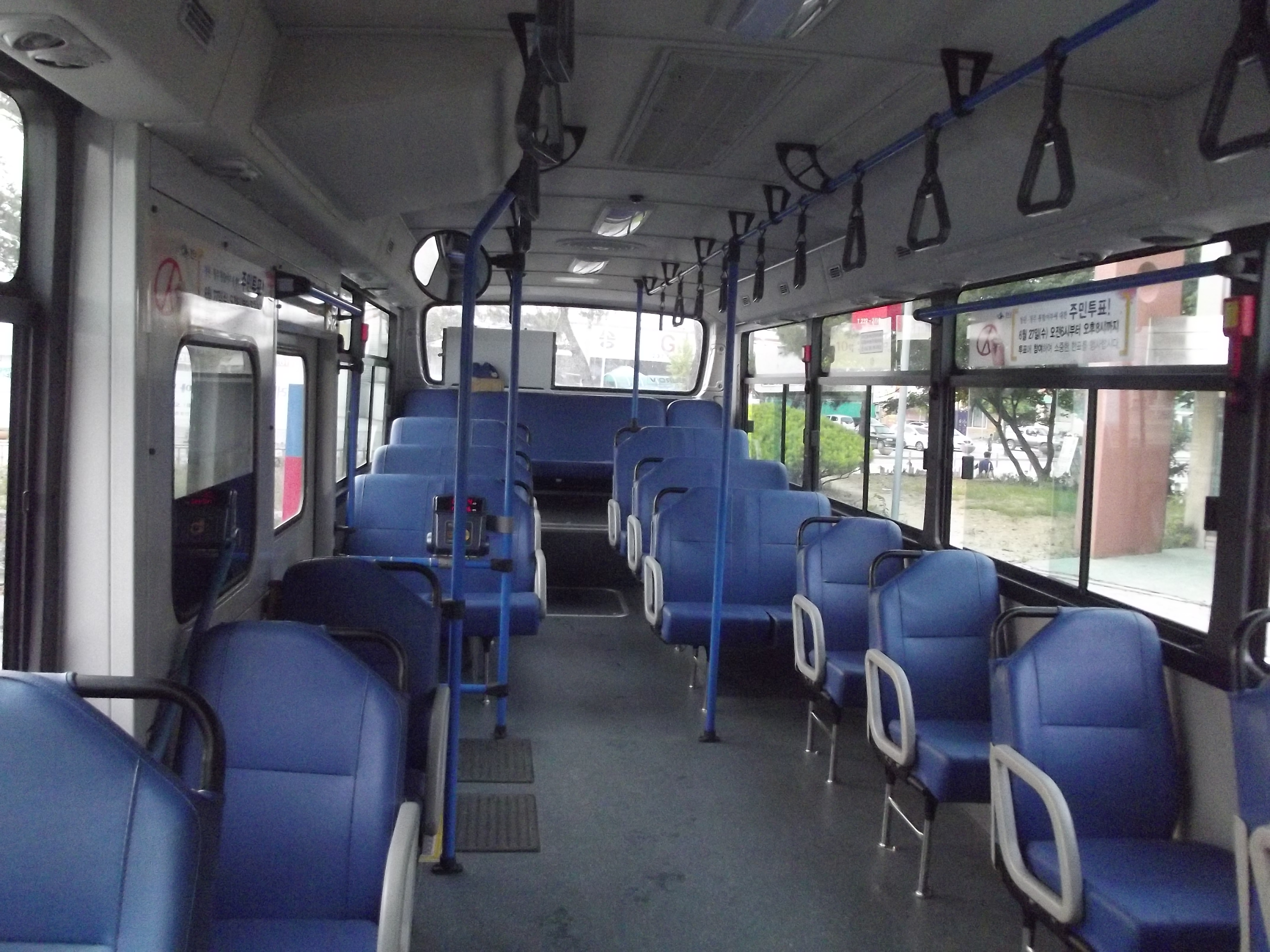
자일대우 NEW BS090 디젤 내부
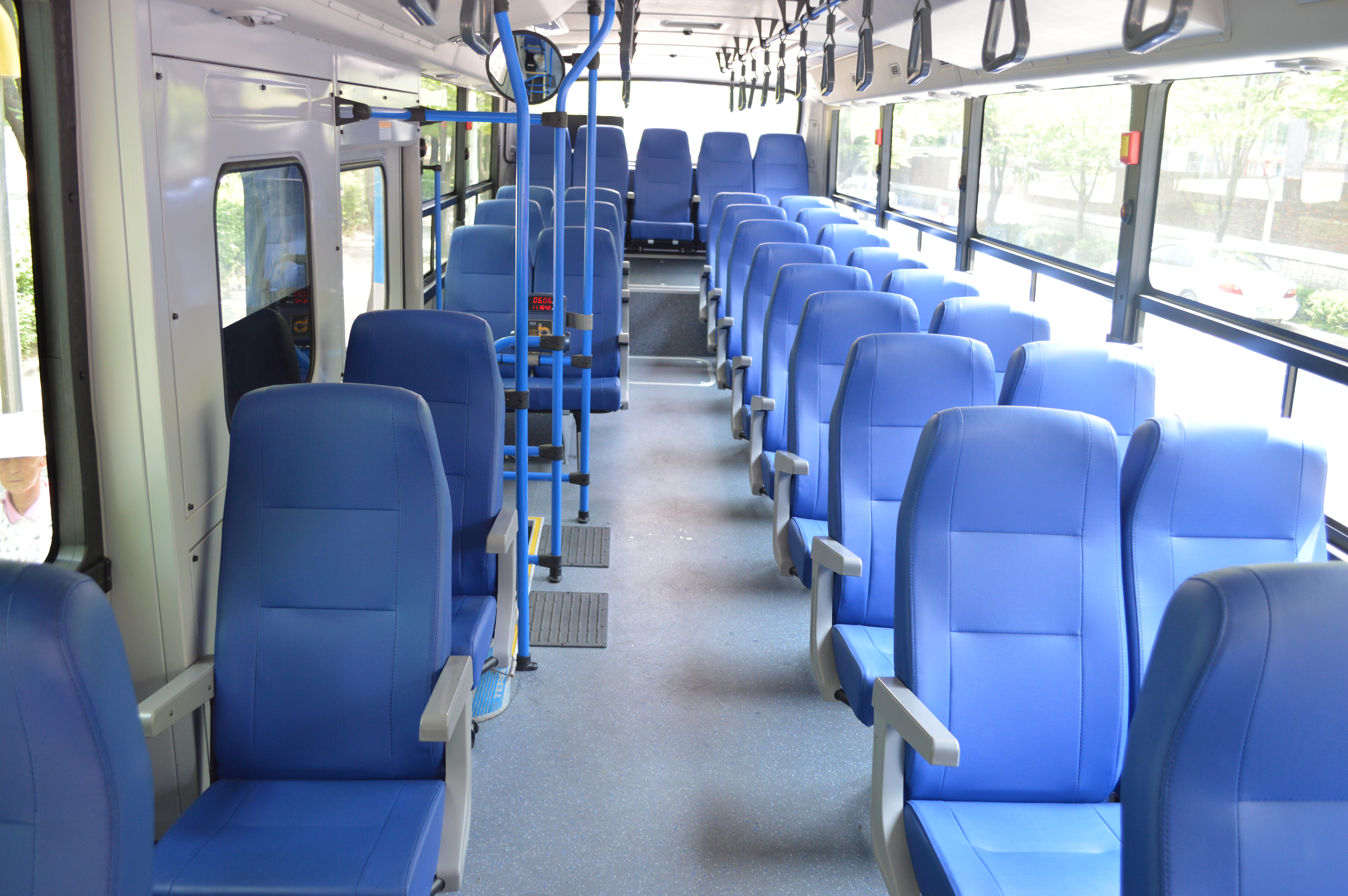
자일대우 NEW BS106 시내좌석형 천연가스버스 내부 (2014년 제작 차량)
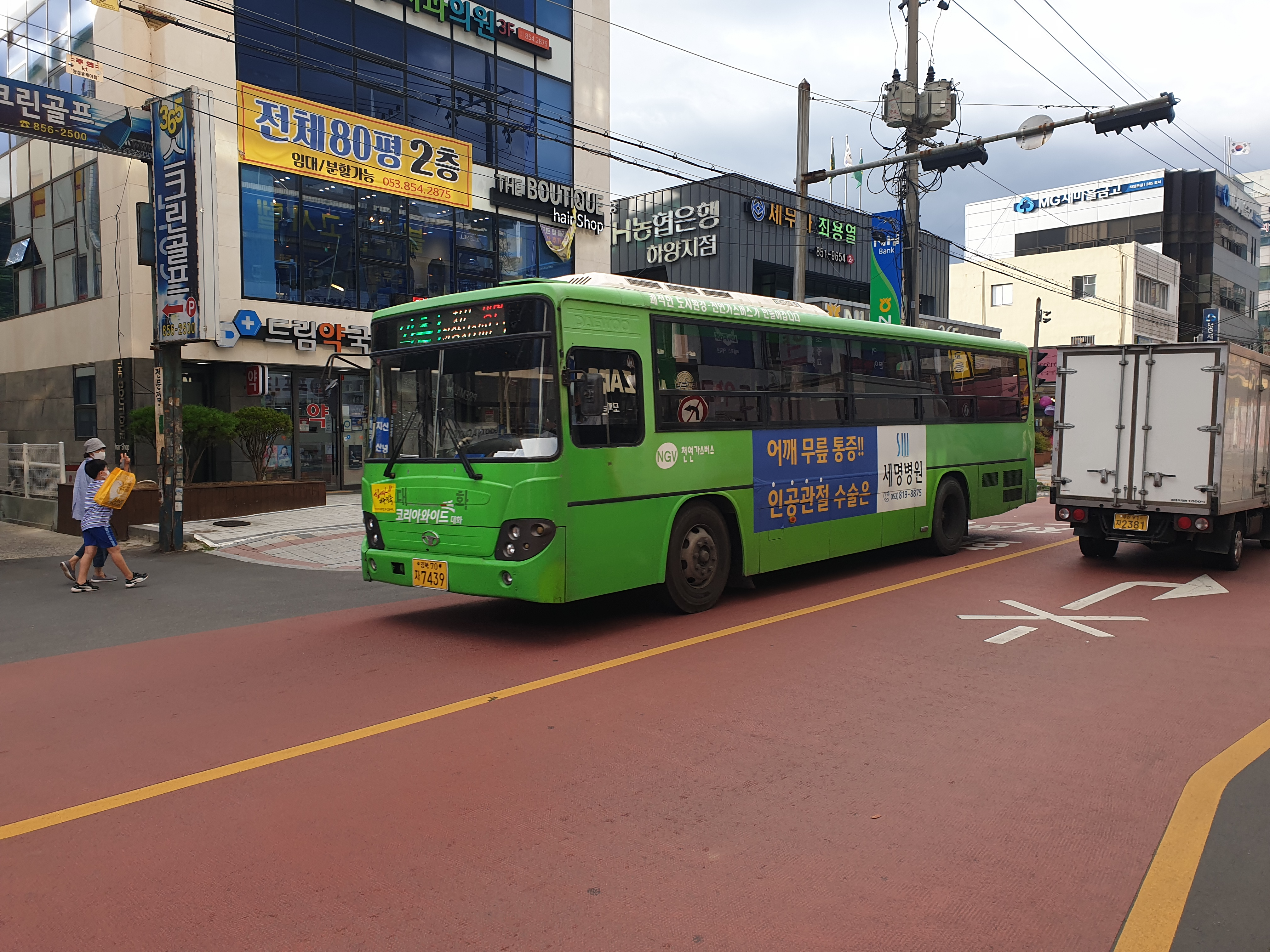
코리아 와이드 대화의 자일대우 BS
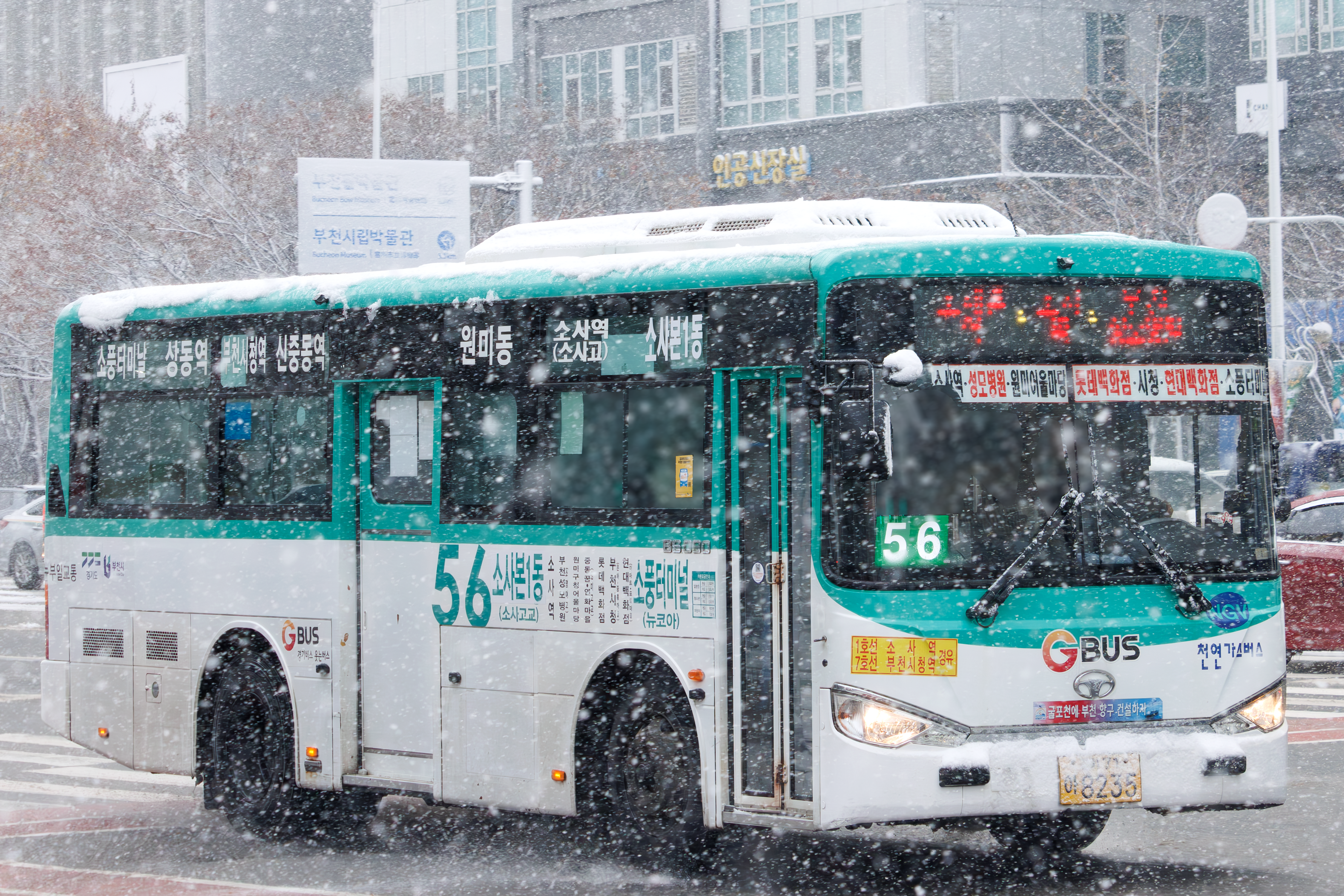
부천 뉴부일교통 소속 BS090

## 경쟁 차종
- 대우 BM
- 대우 BF
- 현대 에어로시티
- 현대 그린시티 (구.글로벌 900)
- 현대 에어로타운
- 기아 코스모스
- AM 907 / 927 / 937
- MAN 라이온스 시티
- KGM 스마트
- 에디슨모터스 화이버드
- 비야디 K9